# Escuela Nacional de Puentes y Caminos
La Escuela Nacional de Puentes y Caminos (ENPC), cuyo nombre oficial actual en idioma francés es École des Ponts ParisTech (y anteriormente École nationale des ponts et chaussées) es una de las Grandes escuelas de Francia que forman ParisTech. 
Fue creada en 1747 bajo el nombre de École royale des ponts et chaussées, y referida a menudo simplemente como «les Ponts». Es la escuela de ingeniería civil más antigua del mundo en funcionamiento en la actualidad, así como una de las más prestigiosas.
Está localizada desde 1997 en Marne-la-Vallée (suburbio de París). Es una de las instituciones más antiguas y prestigiosas del ParisTech (Paris Institute of Technology). Sus primeras instalaciones se encontraban en el Hôtel de Fleury, situado en la Rue des Saint Pères, en pleno centro de París, cerca de la estación de metro de Saint-Germain-des-Prés. Allá se dictaban clases del MBA y las formaciones continuas de los ingenieros. En la infraestructura nueva de la escuela se dictan las clases de ingeniería. Actualmente existe un proyecto de ampliación de la escuela en el nuevo campo ampliando los laboratorios y espacios técnicos.

## Enseñanzas

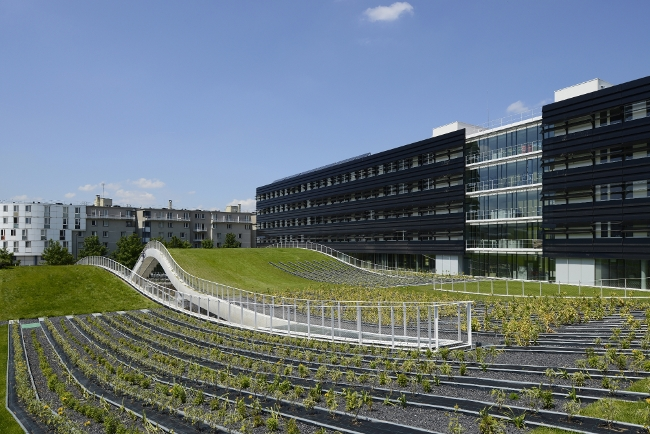
Edificio Bienvenüe.

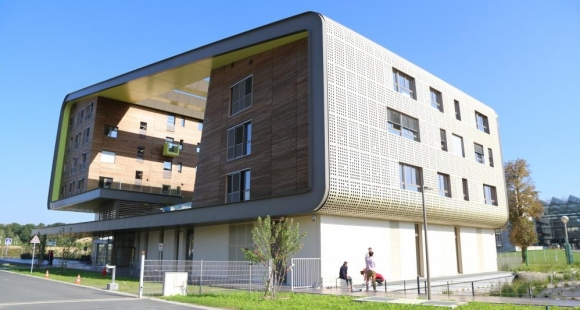
Edificio Coriolis.

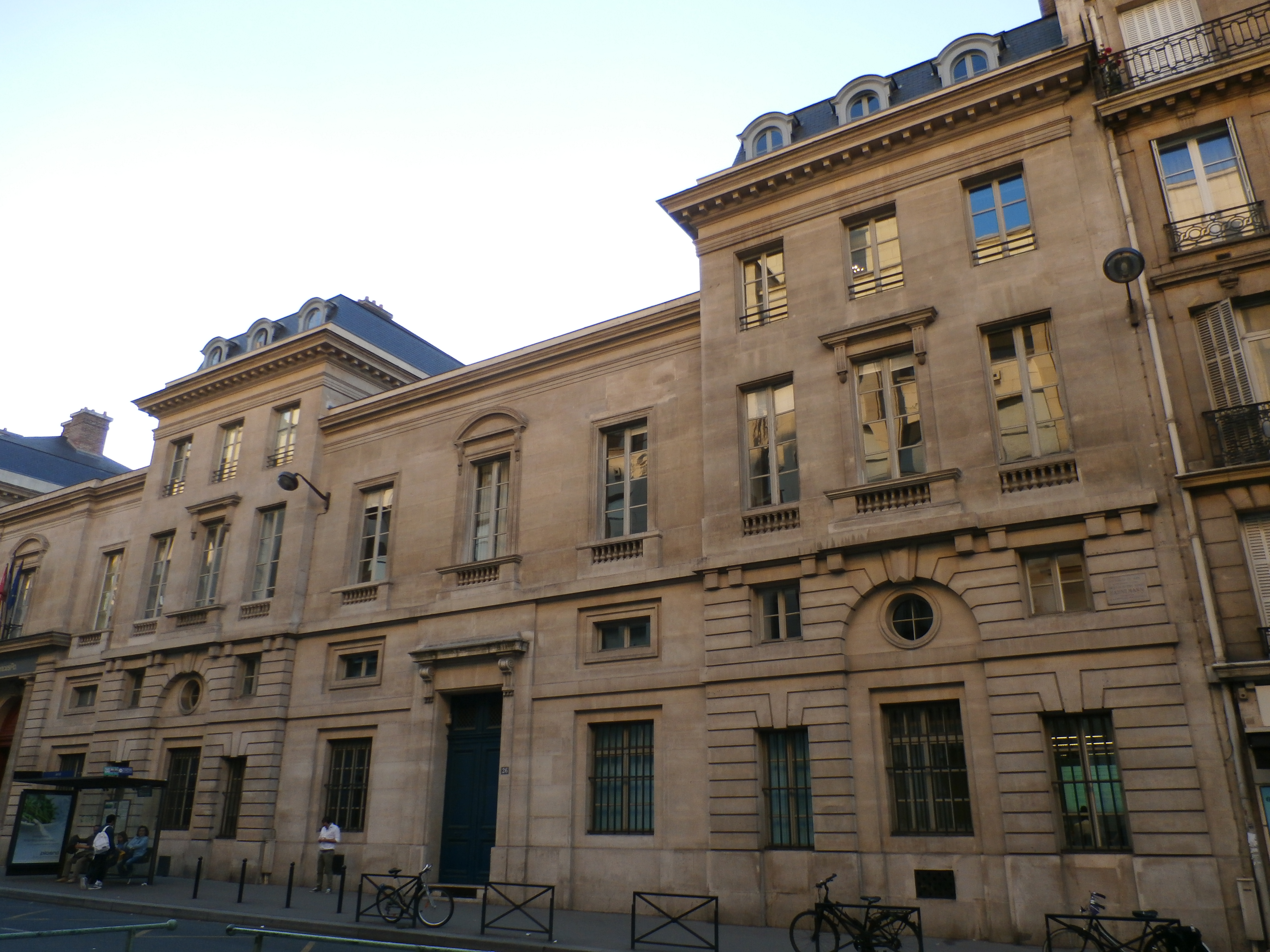
Antiguo sede de la École des Ponts rue des Saints-Pères, París 6.

De acuerdo a sus competencias tradicionales en Ingeniería Civil, Medio ambiente, transporte, Planeamiento urbanístico, Planificación territorial, Mecánica, gestión industrial o Logística, la ENPC ofrece programas de alto nivel en un amplio espectro de disciplinas, desde las Matemáticas aplicadas hasta la Economía o la Gestión. Estas enseñanzas se encuentran agrupadas en 6 departamentos:
- GCC (Génie civil et construction), departamento de Ingeniería civil y construcción.
- VET (Ville, environnement et transport), departamento de Ciudad, medio ambiente y transporte.
- GMM (Génie mécanique et matériaux), departamento de Ingeniería mecánica y materiales.
- GI (Génie industriel), departamento de Ingeniería industrial.
- IMI (Ingénierie mathématique et informatique), departamento de Ingeniería matemática e informática.
- SEGF (Sciences humaines, économie, gestion, finance), departamento de Ciencias humanas, economía, gestión y finanzas.

La ENPC está entre las escuelas denominadas généralistes, lo que significa que sus titulados son capaces de hacer literalmente cualquier trabajo, desde la gestión de EuroDisney hasta la neurocirugía, y pueden llegar rápidamente a ser gestores empresariales de alto nivel.
Se ofrecen tres tipos principales de programas educativos:
- Programas de ingeniería: conducen a un título de ingeniero (accesible, tras exámenes de competencia, tanto para licenciados como no licenciados con un curso de magíster de dos años) o a un máster en ciencias.
- Programas de doctorado: conducen a un título de doctor.
- Programas profesionales de postgrado: Mastères spécialisés (M. S.), MBA.

La ENPC es también una escuela aplicada de la École Polytechnique, y proporciona formación para el Corps des ponts et chaussées (Cuerpo de ingenieros de caminos).

## Antiguos alumnos
Fueron alumnos de esta escuela:

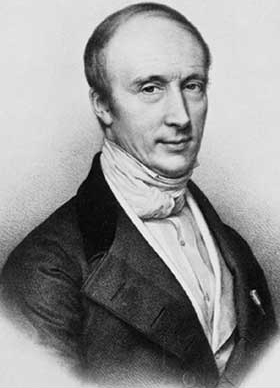
Augustin Louis Cauchy
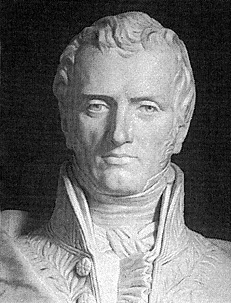
Claude-Louis Navier
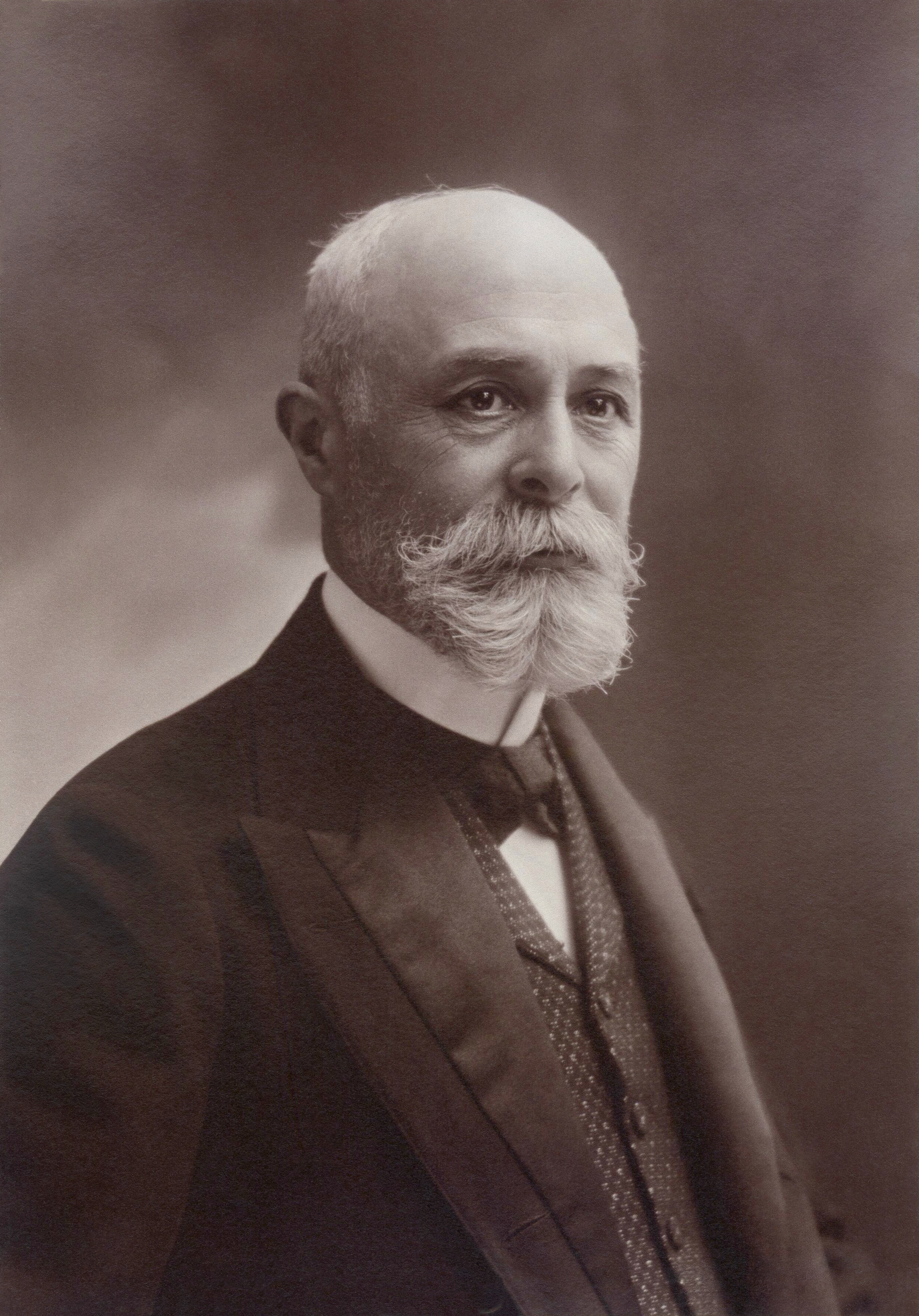
Henri Becquerel
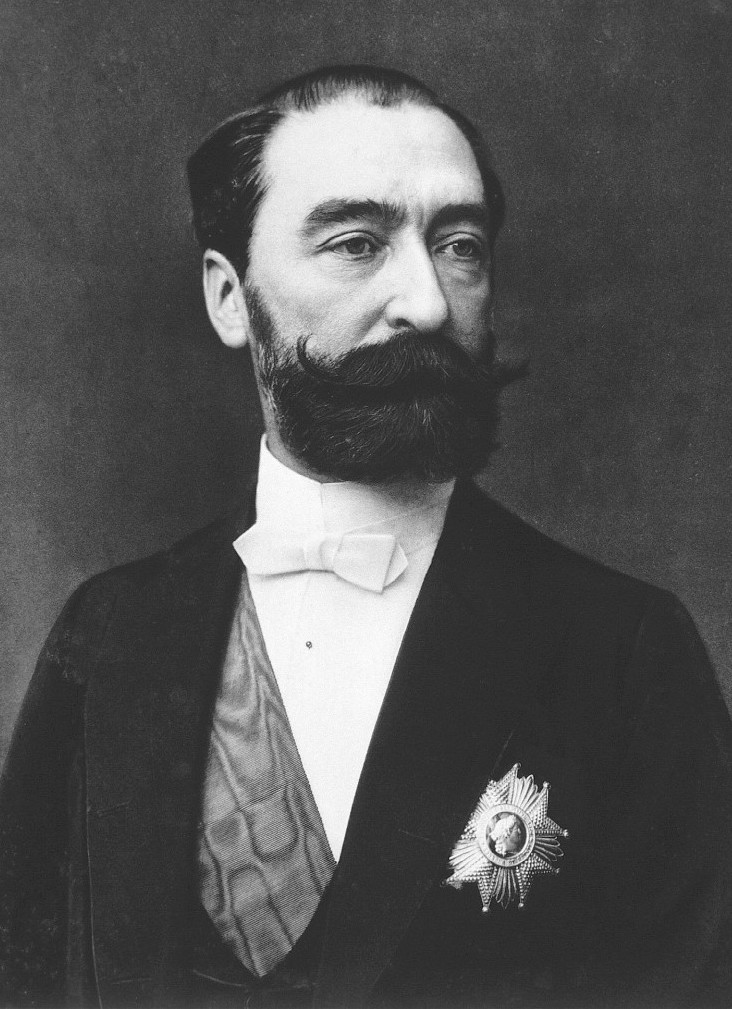
Marie François Sadi Carnot
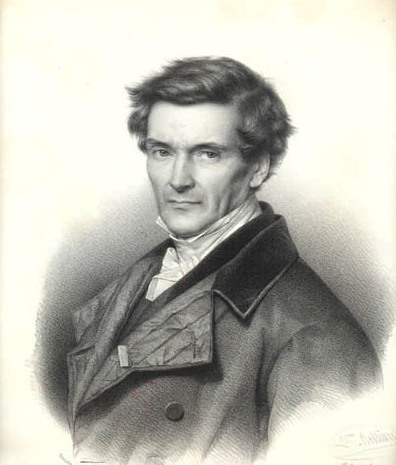
Gaspard Coriolis
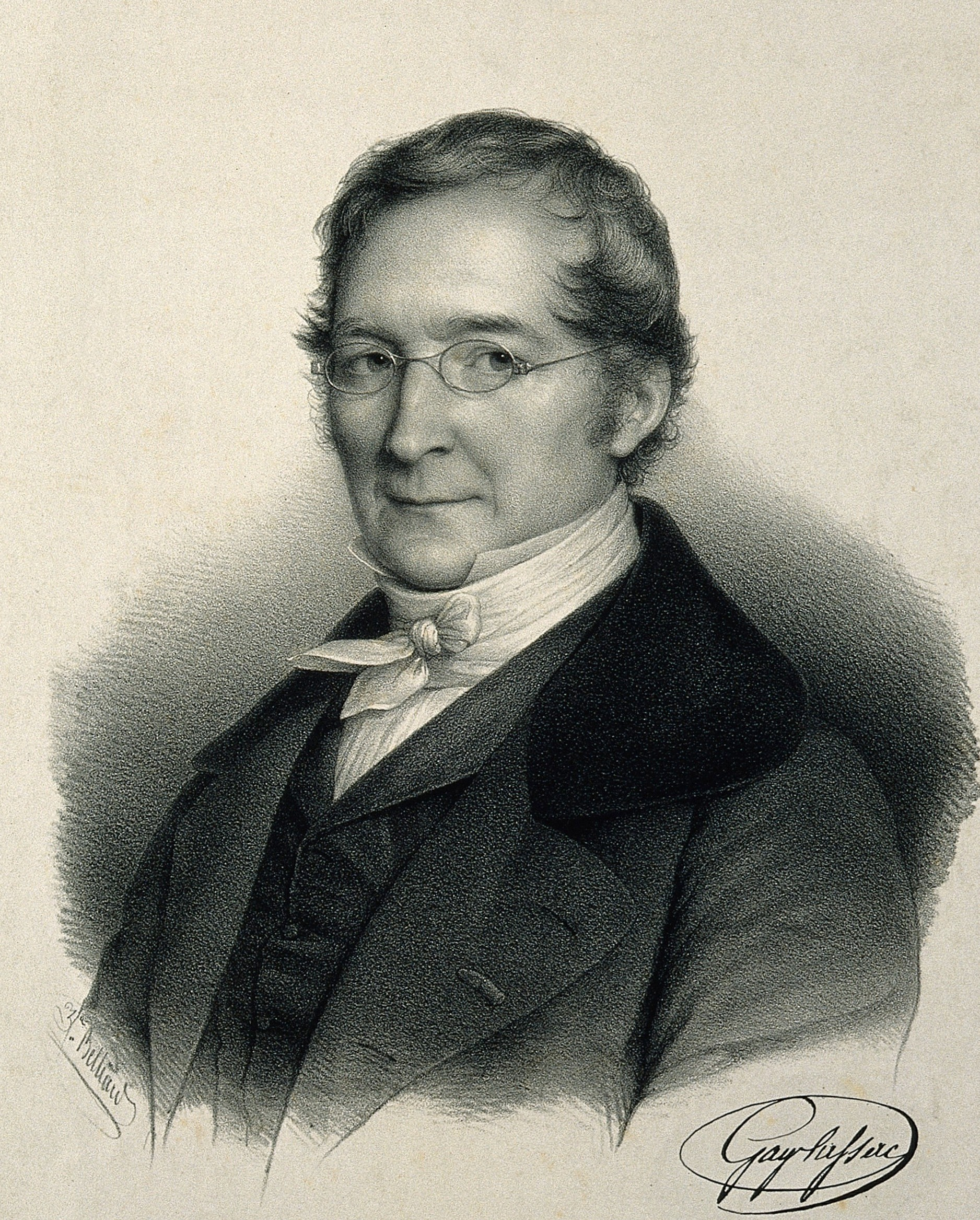
Louis Joseph Gay-Lussac
Siméon Denis Poisson
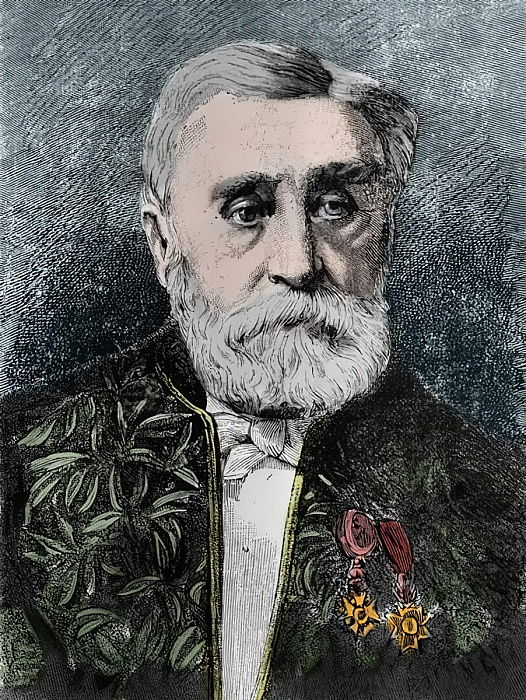
Adhémar Jean Claude Barré de Saint-Venant
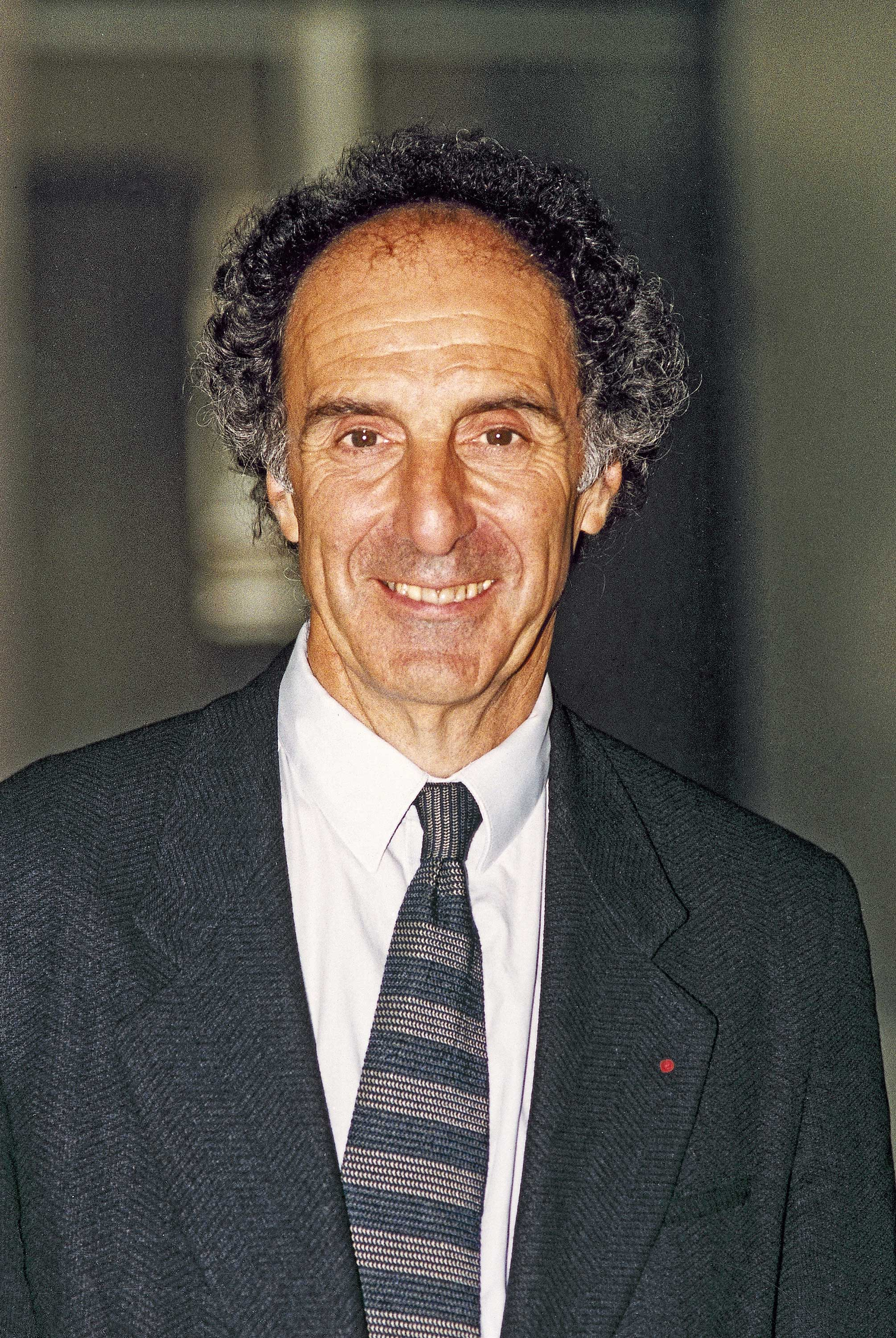
Paul Andreu
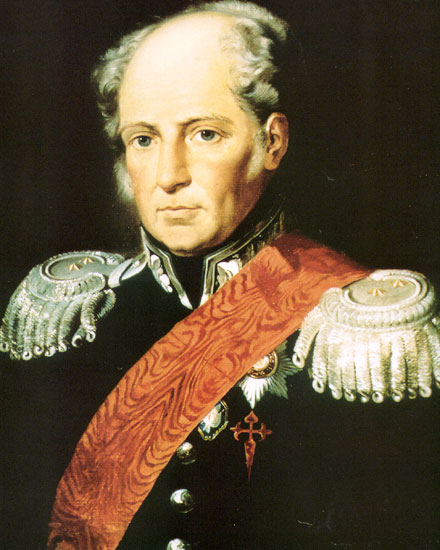
Agustín de Betancourt

- Fulgence Bienvenüe,
- Jules Carvallo,
- Augustin Fresnel,
- Eugène Freyssinet,
- el príncipe Souphanouvong,
- Louis Vicat,
- Franz Heukamp,
- Raul Salinas de Gortari,
- Michel Virlogeux
- Antonio Martínez y
- Eduardo de Habich, entre otros muchos.